# Louis Chauvin
Louis Chauvin (13. března 1881 St. Louis – 26. března 1908 Chicago) byl americký ragtimový hudebník.

## Časný život a vzdělání
Narodil se v St.Louis, Missouri Mexičanovi španělsko-indiánského původu a afroamerické matce. Byl na přelomu století široce považován za nejlepšího pianistu v oblasti St. Louis. Byl součástí ragtime komunity, která se setkala v baru Rosebud Toma Turpina, spolu s Joe Jordanem a dalšími.

## Kariéra
Chauvin zanechal pouze tři publikované skladby a zemřel, aniž měl čas cokoliv nahrát, takže je dneska těžké posuzovat jeho schopnosti. Nicméně jeho vrstevníci si ho pamatovali jako nadaného umělce a skladatele. Dnes si ho pamatují kvůli „Heliotrope Bouquet“, ragtimu, který složil společně se Scottem Joplinem. Chauvin poskytl základ a první dvě části, Joplin další dvě a udělal z toho celistvou skladbu, protože Chauvin už byl nemocen.

## Jeho publikovaná díla
- „The Moon is Shining in the Skies“ (se Samem Pattersonem, 1903)
- „Babe, It's Too Long Off“ (slova Elmer Bowman, 1906)
- „Heliotrope Bouquet“ (se Scottem Joplinem, 1907)

## Pozdní život a smrt
Chauvin zemřel v Chicagu ve věku 27 let. Jeho úmrtní list uvádí příčiny smrti jako „roztroušenou sklerózu, pravděpodobně syfilitickou“ a hladovění v důsledku kómatu, ačkoli moderní diagnóza by pravděpodobně dospěla k závěru, že měl neurosyphilitickou sklerózu a nespojovala by ji s mnohočetnými sklerózami. Je pohřben na hřbitově Calvary v St. Louis, MO. Je považován za druhého člena Klubu 27 po smrti Alexandra Levyho o šestnáct let dříve.